# Verbandsgemeinde Wethautal
In de Verbandsgemeinde Wethautal werken zeven gemeenten uit de Landkreis Burgenlandkreis samen ter vervulling van de gemeentelijke taken. Juridisch gezien behouden de deelnemende gemeenten hun zelfstandigheid. De Verbandsgemeinde telt 9.587 inwoners.

## Deelnemende gemeenten
Deelnemende gemeente met bijbehorende Ortsteile zijn:
- Meineweh (1.027)
- Mertendorf (1.632)
- Molauer Land (1.025)
- Osterfeld, Stad * (2.436)
- Schönburg (1.053)
- Stößen, Stad (912)
- Wethau (881)